# اندیس باریت کوه دم شرقی
باریت کوه دم شرقی یک اندیس غیرفلزی است که در حوالی شهر سرخشاد استان اصفهان قرار دارد و مادهٔ معدنی موجود در آن، باریت است.سنگ میزبان این اندیس سنگهای ولکانیکی است و دیرینگی آن به دوران ائوسن می‌رسد.